# Eisenbahnbrücke Vlotho
Die Eisenbahnbrücke Vlotho führt die Bahnstrecke Elze–Löhne auf dem Gebiet der ostwestfälischen Stadt Vlotho über die Weser. Neben der Vlothoer Straßenbrücke verbindet sie den Ortsteil Vlotho mit Uffeln am anderen Flussufer.

## Geschichte
Die Bauarbeiten für die Brücke begannen 1872. Am 19. Mai 1875 überfuhr der erste Güterzug die Brücke. Im Jahr 1909 wurden auf den bereits bei der Errichtung dafür vorbereiteten Pfeilern und Widerlagern die Überbauten für ein zweites Gleis verlegt. 1928 erhielt das Streckengleis nach Löhne vier neue Überbauten. Es waren Halbparabelfachwerkträger mit jeweils 71 Meter Stützweite.
Im Zweiten Weltkrieg wurde eine Spur der Brücke im März 1945 bei einem Fliegerangriff der Alliierten zerstört. Die nicht in Mitleidenschaft gezogene Spur sprengten deutsche Pioniere am 3. April 1945, wie auch die Straßenbrücke in Vlotho. Die Brücke wurde nach dem Krieg nur eingleisig mit den vier Überbauten von 1928 in Stand gesetzt.